# Друга влада Јована Авакумовића

„Војни завереници нису имали одређених политичких уверења, премда су под утицајем опозиционе штампе били склони веровати да је уставни режим бољи од личног.

Друга влада Јована Авакумовића је била влада Краљевине Србије од 11. јуна 1903. до 25. јуна 1903.

## Историја
Други пут је Авакумовић постао председник владе одмах по убиству краља Александра Обреновића и краљице Драге Машин 29. маја 1903. године.
Први акт владе Краљевине Србије, образоване после 29. маја 1903, био јe да y заседање сазове Народно представништво, Сенат и Народну скупштину.
Под овом владом је извршен избор Петра Карађорђевића за српског краља и враћен на снагу устав из 1888. године.

## Чланови владе
| Функција                          | Слика | Име и презиме        | Детаљи |
| --------------------------------- | ----- | -------------------- | ------ |
| Председник Министарског савета    |       | Јован Ђ. Авакумовић  |        |
| Министар иностраних дела          |       | Љубомир Каљевић      |        |
| Министар унутрашњих дела          |       | Стојан М. Протић     |        |
| Министар правде                   |       | Љубомир Живковић     |        |
| Министар финансија                |       | Војислав С. Вељковић |        |
| Министар просвете и црквених дела |       | Љубомир Стојановић   |        |
| Министар војни                    |       | Јован Атанацковић    |        |
| Министар грађевина                |       | Александар Машин     |        |
| Министар народне привреде         |       | Ђорђе А. Генчић      |        |